# الن هاوزن
الن هاوزن (به آلمانی: Elnhausen) یک منطقهٔ مسکونی در آلمان است که در هسن واقع شده‌است. الن هاوزن ۱٬۱۹۱ نفر جمعیت دارد.